# 제천우체국
제천우체국(堤川郵遞局)은 충청북도 제천시의 우체국이다. 1904년에 제천우편국으로 개국하여 1950년에 제천우체국으로 개칭하였다. 이후 전신 및 전화 부분은 제천전화국으로 분리하였다. 2002년에 중앙로2가에서 현재의 위치로 신축 이전하였다. 구 제천우체국 청사는 제천중앙동우체국이 사용하고 있다.

## 연혁
- 1898년 5월 15일: 제천임시우체사 우체업무 실시 (구한국 관보 고시 안)[1]
- 1905년 6월 14일: 제천임시우체소 설치 (제천군 읍부리 150번지)
- 1906년 11월 30일: 제천임시우체소 폐지
- 1906년 12월 1일: 제천우체소 설치
- 1907년 5월 31일: 제천우체소 폐지
- 1907년 6월 1일: 제천우편취급소 설치
- 1910년 10월 1일: 제천우편국으로 개정 (제천시 중앙로2가 150-1)
- 1949년 8월 13일: 제천우편국을 제천우체국으로 개칭[2]
- 1971년 12월 16일: 서기관(4급)관서로 승격
- 1982년 1월 1일: 기술과 - 한국전기통신공사 제천사업소로 분리 (전신전화 업무 제천전신전화국 이관)
- 2002년 9월 2일: 현 청사로 신축 이전 (청전대로 72, (청전동988))
- 2014년 7월 4일: 세명대학교우체국 폐국[3]
- 2014년 7월 7일: 세명대학교우편취급국 개국[3]
- 2015년 7월 20일: 우편구역을 다음과 같이 고시[4]

| 배달국     | 배달구역 | 구역번호            |
| ---------- | --- | ------------------- |
| 제천우체국 | 제천시 동 전체, 봉양읍 · 금성면 · 백운면 · 송학면 청풍면(단돈리 · 방흥리 · 부산리 · 사오리 · 오산리 · 장선리 · 진목리 · 황석리 · 후산리) | 27100 ~ 27211 27213 |
| 수산우체국 | 덕산면 · 수산면 · 한수면 · 청풍면(제천우체국 관할 제외)                                                                                  | 27212 27214 ~ 27226 |

- 2016년 6월 30일: 입석우체국 폐국[5]
- 2018년 6월 27일: 제천금성우체국, 청풍우체국을 시간제우체국으로 전환[6]
- 2021년 8월 9일 : 한수우체국 폐국[7] 및 한수면우편취급국 신설[8]

## 관할 우체국
| 우체국명             | 사진 | 주소                                                            | 비고                                  |
| -------------------- | ---- | --------------------------------------------------------------- | ------------------------------------- |
| 백운우체국           |      | 충청북도 제천시 백운면 평동로2길 9                              |                                       |
| 봉양우체국           |      | 충청북도 제천시 봉양읍 주포로7길 2                              |                                       |
| 세명대학교우체국     |      | 충청북도 제천시 세명로 65                                       | 2014년 7월 4일 폐국                   |
| 세명대학교우편취급국 |      | 충청북도 제천시 세명로 65 (신월동)                              | 2014년 7월 7일 신설                   |
| 송학우체국           |      | 충청북도 제천시 송학면 시곡포전로1길 14-1                       |                                       |
| 수산우체국           |      | 충청북도 제천시 수산면 월악로26길 18-1                          |                                       |
| 입석우체국           |      | 충청북도 제천시 송학면 입석중앙로4가길 7                        | 2016년 6월 30일 폐국                  |
| 제천금성우체국       |      | 충청북도 제천시 금성면 청풍호로 1037                            | 2018년 6월 27일부터 시간제우체국 시행 |
| 제천덕산우체국       |      | 충청북도 제천시 덕산면 약초로 62                                |                                       |
| 제천동현동우편취급국 |      | 충청북도 제천시 의병대로 162-1 (동현동)                         |                                       |
| 제천서부우편취급국   |      | 충청북도 제천시 의병대로 31 (서부동)                            |                                       |
| 제천신백동우편취급국 |      | 충청북도 제천시 의병대로 246 (신백동)                           |                                       |
| 제천영천동우체국     |      | 충청북도 제천시 내제로 22 (영천동)                              |                                       |
| 제천용두동우체국     |      | 충청북도 제천시 용두대로23길 4 (하소동)                         |                                       |
| 제천중앙동우체국     |      | 충청북도 제천시 의림대로 122 (중앙로2가)                        |                                       |
| 제천청전동우체국     |      | 충청북도 제천시 청전대로 181 (청전동)                           |                                       |
| 청풍우체국           |      | 충청북도 제천시 청풍면 청풍호로 2113                            | 2018년 6월 27일부터 시간제우체국 시행 |
| 한수우체국           |      | 충청북도 제천시 한수면 미륵송계로6길 28-13                      | 2021년 8월 9일 폐국                   |
| 한수면우편취급국     |      | 충청북도 제천시 한수면 미륵송계로8길 26, 한수면행정복지센터 1층 | 2021년 8월 9일 신설                   |

### 관광우편날짜도장 취급국
| 총괄국명 | 국명 | 도안                   | 비고   |
| -------- | ---- | ---------------------- | ------ |
| 제천     | 제천 | 제천 의림지            | [ 9 ]  |
| 제천     | 백운 | 박달재와 금봉낭자      |        |
| 제천     | 봉양 | 배론성지 대성당        |        |
| 제천     | 송학 | 황기                   |        |
| 제천     | 수산 | 옥순봉                 | [ 10 ] |
| 제천     | 청풍 | 청풍문화재단지         | [ 11 ] |
| 제천     | 한수 | 월악산과 덕주사 마애불 |        |